# Путь короля (мини-сериал)
«Путь короля́» (фр. L'Allée du Roi; дословно: «Королевская аллея») — четырёхсерийный французский исторический биографический мини-сериал, поставленный в 1995—1996 гг. режиссёром Ниной Компанеец по роману Франсуазы Шандернагор «Королевская аллея: воспоминания Франсуазы д’Обинье, маркизы де Ментенон, супруги короля Франции».

## Сюжет
В мини-сериале воссоздана атмосфера эпохи короля Франции Людовика XIV и рассказывается о жизни Франсуазы д’Обинье от рождения 27 ноября 1635 года в тюрьме города Ниора до смерти. Франсуаза показана как человек, обладающий высокими нравственными и душевными качествами, поднявшийся из низов до самых высот, не пренебрегая возможностью учиться у умных людей и у самой жизни. В первой части мини-сериала рассказывается о жизни Франсуазы в Париже, первом браке с поэтом Полем Скарроном, романе с маркизом де Вилларсо, дружбе с Нинон де Ланкло и другими известными людьми своего времени. Во второй части мини-сериала рассказывается о жизни Франсуазы при королевском дворе в Версале, где она сначала становится воспитательницей детей короля и маркизы де Монтеспан. Король Людовик XIV всё больше времени проводит в обществе Франсуазы, в результате чего в 1683 году, в возрасте сорока восьми лет, Франсуаза становится морганатической супругой короля. Мини-сериал заканчивается смертью Франсуазы д’Обинье, маркизы де Ментенон в Сен-Сире 15 апреля 1719 года.

## В ролях
| Актёр             | Роль                                              |
| ----------------- | ------------------------------------------------- |
| Доминик Блан      | Франсуаза д'Обинье                                |
| Дидье Сандр       | Людовик XIV                                       |
| Мишель Дюшоссуа   | Поль Скаррон                                      |
| Валентина Варела  | маркиза де Монтеспан                              |
| Самюэль Лабарт    | маркиз де Вилларсо                                |
| Кристиан Брендель | Миоссенс                                          |
| Анни Синигалья    | Нинон де Ланкло                                   |
| Маурисио Буралья  | Констан д’Обинье, отец Франсуазы                  |
| Женевьева Мниш    | мадам де Нейан, родственница и опекунша Франсуазы |
| Анни Грегорио     | королева Мария-Терезия                            |
| Николь Дюбуа      |                                                   |
| Алан Оливье       |                                                   |

## Съёмочная группа
- Режиссёр: Нина Компанеец
- Продюсеры: Маг Бодар, Ален Бессоду
- Сценарий: Нина Компанеец, Франсуаза Шандернагор (автор романа «Королевская аллея: воспоминания Франсуазы д’Обинье, маркизы де Ментенон, супруги короля Франции»[англ.])
- Оператор: Доминик Брабан, Филипп Николя, Жорж Орсе
- Композитор: Брюно Бонтемпелли
- Художники: Жан-Клод Бурден, Оливье Брабан
- Художник-постановщик: Ив де Марсей
- Монтаж: Николь Беркман, Мануэль де Суза

## Призы
- Национальная телевизионная премия Франции «7 d’Or Night» лучшему режиссёру и лучшему оператору (Доминик Брабан).

## Издание на видео
- Мировая премьера состоялась 1 января 1996 года.
- В России на DVD выпущен 28 июля 2011 года фирмой «Cinema Prestige».